# Karel Aksamit
Karel Aksamit (11. dubna 1897 Košťany – 21. června 1944 Toužetín) byl český odbojář, politik a tělovýchovný organizátor.

## Životopis

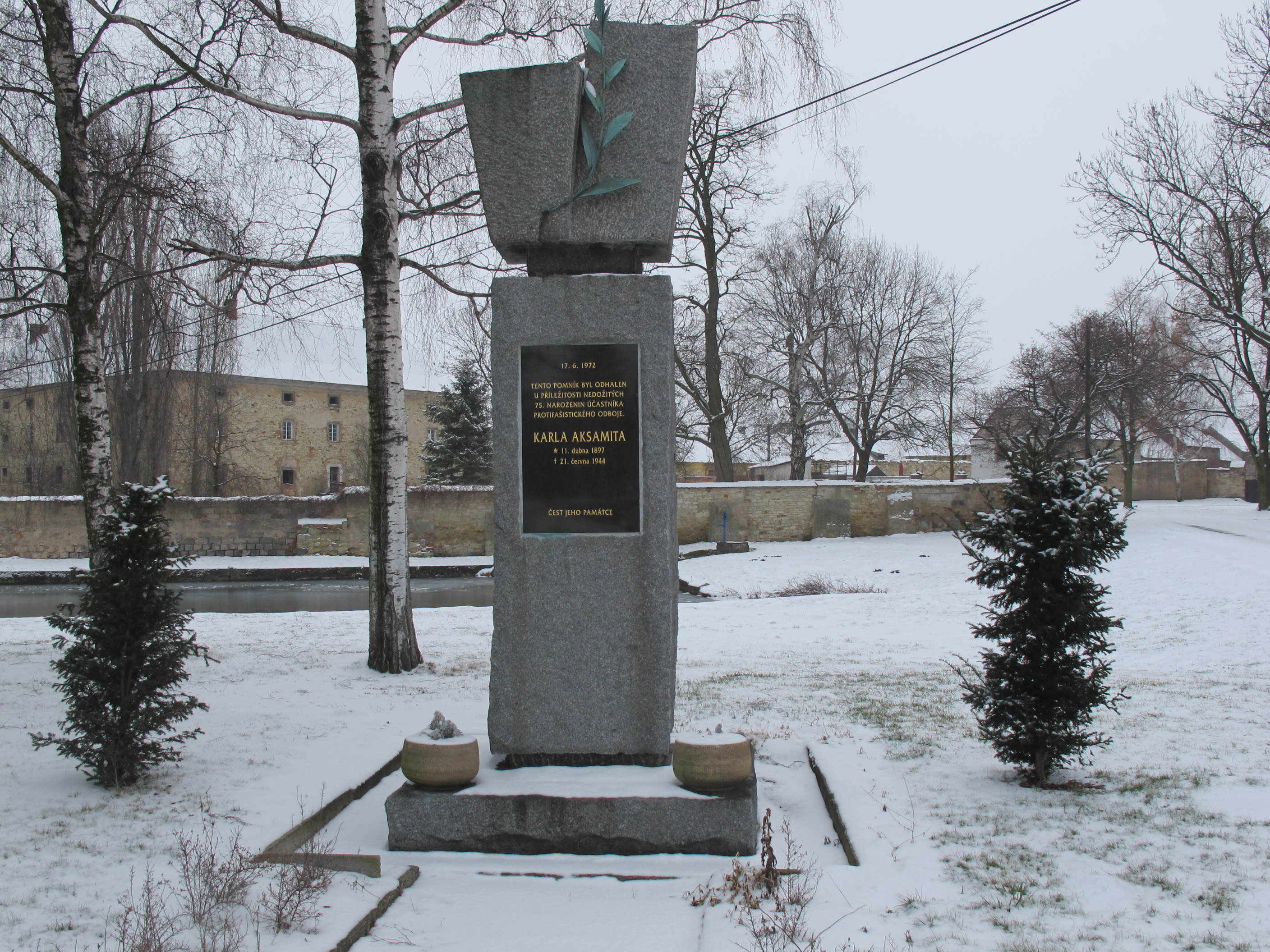
Pomník Karla Aksamita v Toužetíně

Karel Aksamit se narodil jako sedmé dítě do chudé rodiny dělníka Josefa Aksamita. Záhy se rodina přestěhovala do Trnovan, kde chodil do obecné školy. Ve čtrnácti letech začal pracovat jako nosič ve sklárně Josefa Inwalda v Dubí. Krátce pracoval také v Trnovanech ve výrobně papírového zboží. V roce 1913 se stal horníkem jako otec na dole Labe IV. V témže roce vstoupil do Dělnické tělocvičné jednoty, kde se stal brzy cvičitelem a také do sociálně demokratické mládeže. Začal se politicky angažovat.
V srpnu roku 1916 byl povolán do armády. V Linci absolvoval pětitýdenní výcvik. V listopadu téhož roku odjel na ruskou frontu a  v květnu roku 1917 byl převelen na italskou frontu. Ještě před koncem první světové války se jako horník vrátil domů pracovat do dolu. Po vzniku samostatné Československé republiky byl povolán do nově vzniklé československé armády k výkonu základní vojenské služby. Sloužil jako telefonista v Banské Štiavnici a v Sabinově.
Po ukončení základní vojenské služby si do deníku zapsal větu: „Nemohu zapřít svého přesvědčení – jsem komunista“. Dne 15. května 1921 vstoupil do Komunistické strany Československa (jeho stranická legitimace měla číslo 1 266). Téhož roku vznikla Federace dělnických tělocvičných jednot (FDTJ). Uspořádala na pražských Maninách první spartakiádu FDTJ (1921), které se zúčastnil i Karel Aksamit. V Trnovanech se stal v témže roce místonáčelníkem cvičitelského sboru FDTJ a místopředsedou místní organizace Komunistického svazu mládeže Československa.
V druhé polovině dvacátých let 20. století byla založena mezinárodní sportovní organizace komunistických stran Evropy „Rudá sportovní internacionála“ (RSI). Karel Aksamit patřil ke členům výkonného výboru této mezinárodní organizace. Byl výborný sportovec a stále se vzdělával. Zvládal němčinu, angličtinu, ruštinu, španělštinu, italštinu nebo esperanto. V rámci povinností člena výkonného výboru RSI navštívil řadu evropských zemí (Francii, Polsko, Portugalsko, Norsko, Španělsko, Belgii, Holandsko, Finsko, Německo atd.). V roce 1927 byl zvolen tajemníkem RSI a aktivně se podílel na přípravě a organizaci pražské, moskevské nebo norské zimní spartakiády. V roce 1933 se angažoval při přemístění sekretariátu RSI do Prahy, protože v Německu vládu převzali nacisté.  Zastupoval RSI na ustavujícím sjezdu Federace proletářské tělovýchovy (FTP), která od roku 1922 spojovala komunistické sportovní a tělovýchovné organizace v Československu. V květnu 1936 byl zvolen předsedou FTP. V srpnu roku 1936 uspořádal Lidové hry v Praze jako protest proti nacistickému zneužití olympijských her v Berlíně.

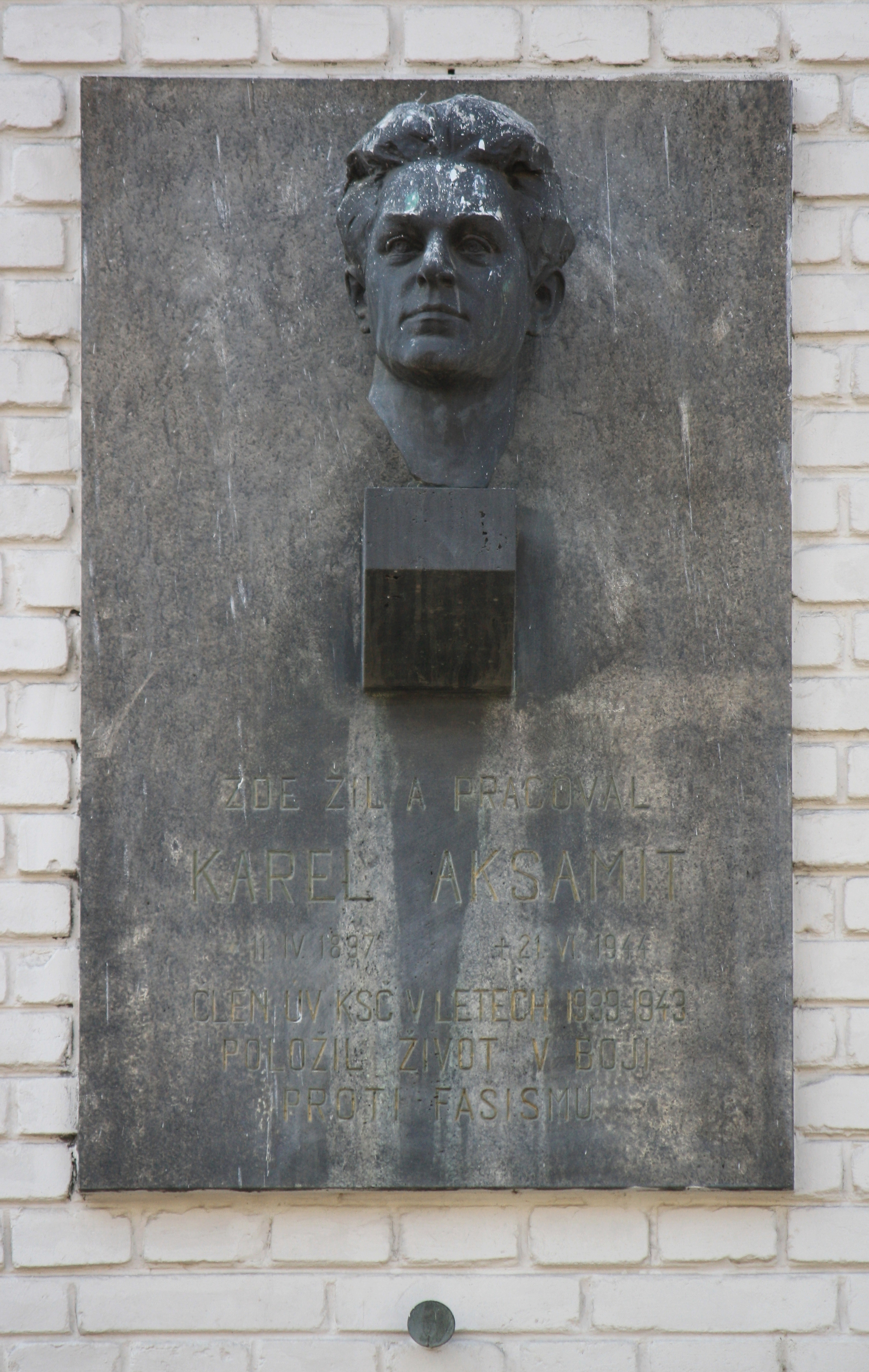
Bysta v ulici Komunardů v Praze

V březnu roku 1939 byl v rámci akce Gitter zatčen a po čtyřech dnech propuštěn. Po propuštění odešel na Plzeňsko do ilegality. Hledal kontakty, organizoval schůzky, vydával ilegální tiskoviny atd. Na přelomu roku 1940 odešel na Moravu, kde byl dne 30. dubna 1940 zatčen gestapem. Podařilo se mu uprchnout, vrátil se na Plzeňsko a pokračoval v ilegální práci. Po atentátu na Heydricha se skrýval ve vsi Líbeznice. V roce 1943 se stal členem III. ilegálního ústředního výboru KSČ. V druhé polovině roku 1943 odešel ke svému švagrovi do vsi Toužetín na Lounsko, kde chtěl pokračovat ve své ilegální práci. V červnu roku 1944 za ním přijela manželka Božena Aksamitová. Nacisté zjistili jeho úkryt a dne 21. června 1944 gestapo a němečtí vojáci obklíčili vesnici. Karel Aksamit se v úkrytu zastřelil a jeho žena se otrávila.
Jeho statečnost připomíná pomník v Toužetíně, stojící na návsi. Je evidován jako kulturní památka. Na pomníku je text:
| „ | Zde zahynul v boji s nacisty Karel Aksamit člen ilegálního Ústředního výboru Komunistické strany Československa 11.4.1897 – 21.6.1944 | “ |